# Pearls Before Swine (Comic)
Pearls Before Swine, auf Deutsch „Perlen vor die Säue“, ein originär biblischer Ausdruck, ist eine von dem US-amerikanischen Zeichner Stephan Pastis konzipierte und mehrfach ausgezeichnete Comicserie, die seit dem Jahreswechsel 2001/2002 im Internet und in derzeit rund 400 Tageszeitungen in den Vereinigten Staaten und anderen Ländern erscheint. Darüber hinaus wurden auch mehrere Sammelbände, Wandkalender und ähnliche Ausgaben veröffentlicht.

## Figuren
Hauptfiguren des Comics sind eine Reihe verschiedener Tiere, die bestimmte menschliche Eigenschaften verkörpern. So ist die Ratte Rat immer auf der Suche nach Ruhm, Reichtum und Unsterblichkeit, und durch einen ausgesprochen arrogant, narzisstisch, zynisch und sarkastisch geprägten Charakter gekennzeichnet. Sie ähnelt in dieser Hinsicht der Figur Dogbert aus dem Comic Dilbert und geht auf frühere Versuche von Stephan Pastis mit anderen Comics zurück, mit denen er allerdings keinen kommerziellen Erfolg hatte. Bei Pig handelt es sich um ein als naiv, gutmütig, freundlich und hilfsbereit dargestelltes Schwein. Der Gegensatz zwischen diesen beiden Charakteren ist seit dem Start der Serie am 31. Dezember 2001 eines der zentralen Elemente.
Eine weitere regelmäßig vorkommende Figur ist ein Zebra, das am 4. Februar 2002 zum ersten Mal in einer Ausgabe zu sehen war. Es wird als friedliebend und fürsorglich dargestellt und besitzt ansonsten keine ausgeprägten negativen oder positiven Eigenschaften. Charakteristisch für seine Rolle in der Serie ist vielmehr sein meist gelassener Umgang mit seinen feindlich gesinnten Nachbarn. Zu diesen zählt beispielsweise die seit dem 3. Januar 2005 in der Serie regelmäßig auftauchende Fraternity of Crocodiles (Bruderschaft der Krokodile), die sich in Anspielung auf die aus griechischen Buchstaben bestehenden Namen amerikanischer Studentenverbindungen auch Zeeba Zeeba Eata (etwa „Zebra Zebra Fressen“) nennt. Die Krokodile werden bei ihren Versuchen, das Zebra und seine Angehörigen zu jagen, als ausgesprochen dumm, einfältig und ungeschickt dargestellt, was auch durch ihre slangartige Ausdrucksweise betont wird. Weitere Feinde des Zebras sind Löwen und Hyänen, die allerdings nur gelegentlich in der Serie auftauchen und dann oft mehr in Konflikte mit den Krokodilen verwickelt als auf der Jagd nach dem Zebra sind.
Die Figur der Ziege Goat, die am 18. Januar 2002 und damit rund drei Wochen nach der Erstveröffentlichung erstmals in der Serie auftauchte, ist intellektuell und gebildet. Sie interagiert vergleichsweise wenig mit den anderen Tieren in der Serie und tritt meist bei Problemen oder Konflikten auf, um diese zu lösen. Die als gewalttätig und jähzornig dargestellte Ente Lil' Guard Duck war erstmals am 14. März 2005 in der Serie zu sehen. Sie lebt mit Pig zusammen und verteidigt als „Wachente“ dessen Grundstück.

## Handlung und Stil
Die Handlung des Comics spielt in einem nicht benannten fiktiven Vorort in der Nähe von Albany, Kalifornien, dem Wohnort des Zeichners Stephan Pastis. Sie ist durch verschiedene wechselnde Stränge gekennzeichnet, die in der Regel über mehrere Tagesausgaben verteilt sind und oft ohne Auflösung enden oder unterbrochen werden. Auch das gleichzeitige Ende mehrerer unabhängiger Handlungsstränge im gleichen Strip, oft gekennzeichnet durch eine sich daraus ergebende absurde Pointe, ist ein wiederholt auftretendes Stilmittel. Dabei verfolgt Pastis in Bezug auf die Figuren und die zeitlichen Abläufe keine ausgeprägte Kontinuität. Charaktere, die er beispielsweise in einer Ausgabe sterben lässt, tauchen in späteren Ausgaben erneut auf. Auch Veränderungen der Lebensumstände der Charaktere, wie ein plötzlicher Reichtum von Rat, nachdem er Pig verkauft hat, sind in der Regel nicht von Dauer. Die grundlegenden Eigenschaften und Verhaltensweisen der Figuren sind gleichbleibend ausgeprägt. Menschen werden von Pastis oft als Nebenfiguren verwendet, beispielsweise als Nachbarn der Hauptcharaktere oder für Rollen wie Polizisten, Verkäufer und Postboten. Tierische und menschliche Figuren interagieren dabei in sprachlicher und sonstiger Hinsicht gleichberechtigt miteinander. Die Figuren werden als aufrecht gehend und damit ähnlich den Menschen dargestellt. Größe und Körperbau der einzelnen Figuren sind vergleichbar und entsprechen damit nicht den natürlichen Verhältnissen. Die Zeichnungen sind durch einen stark vereinfachenden Stil gekennzeichnet, bei dem beispielsweise die Augen der tierischen Hauptfiguren als Punkte und die Gliedmaßen als einfache Striche dargestellt sind.
Der Humor der Serie basiert vor allem auf Wortspielen und auf den wiederkehrenden Auseinandersetzungen im Verhältnis zwischen den verschiedenen Figuren, wie beispielsweise Rat und Pig, Rat und Goat oder Zebra und den Krokodilen. In einigen Ausgaben sind sich die Figuren des Umstands bewusst, dass sie Teil der Handlung eines Comics sind, woraus sich dann die Pointe des jeweiligen Strips ergibt. Wenn menschliche Figuren auftauchen, beruhen einige Witze auf Problemen, die aus den unterschiedlichen Perspektiven von Tieren und Menschen entstehen. So erhält das Zebra nach seiner Beschwerde bei der Gemeinschaft der Hausbesitzer, dass die Krokodile als seine neuen Nachbarn versuchen würden ihn zu fressen, lediglich den Hinweis, dass natürliche Auslese durch die Verordnungen der Gemeinschaft nicht verboten sei. Pastis durchbricht in seinem Comic gelegentlich die sogenannte Vierte Wand, indem er sich selbst zum Teil der Handlung macht und mit den Figuren interagiert. Dabei wird er oft von Rat für die aus dessen Sicht miesen Witze, die schlechte Qualität seiner Zeichnungen und seinen Mangel an Talent kritisiert. Darüber hinaus kam es bereits mehrfach zu sogenannten Crossovers (Überschneidungen) mit anderen etablierten Comics wie Dilbert, Garfield oder Baby Blues, indem Figuren aus diesen Serien in Pearls Before Swine auftauchten.
Charakteristisch ist darüber hinaus die Verwendung von schwarzem Humor und Galgenhumor der Figuren sowie die wiederkehrende Berücksichtigung von ernsten Themen wie Tod, Gewalt und politischen Problemen. So besucht Pig beispielsweise in der Ausgabe vom 25. Mai 2003, dem Sonntag vor dem damaligen Memorial Day, das Vietnam Veterans Memorial in Washington, D.C. Thema der Ausgabe vom 28. Dezember 2003 war ein Anschlag auf einen Bus in Jerusalem. Den am 7. Februar 2010 veröffentlichten Strip, in dem Pastis sich selbst im Gespräch mit Pig zeichnete, widmete er dem Andenken an seinen verstorbenen Schwiegervater.

## Auszeichnungen
- Gewinner des National Cartoonist Society Award in der Kategorie Best Newspaper Comic Strip in den Jahren 2004 und 2007